# Delfzijl
Delfzijl – miasto i gmina w północno-wschodniej Holandii, w prowincji Groningen, na estuarium rzeki Ems. Około 28,4 tys. mieszkańców.
W mieście rozwinął się przemysł chemiczny, petrochemiczny, drzewny, papierniczo-celulozowy, elektrotechniczny, oraz spożywczy. Miasto to stanowi ważny w regionie ośrodek wydobycia soli kamiennej oraz gazu ziemnego.
W 1998 r. w mieście odbyło się spotkanie największych żaglowców świata (DelfSail).
Gmina składa się z siedemnastu miejscowości: Bierum, Biessum, Borgsweer, Delfzijl, Farmsum, Godlinze, Holwierde, Krewerd, Losdorp, Meedhuizen, Spijk, Termunten, Termunterzijl, Uitwierde, Wagenborgen, Weiwerd, Woldendorp.

## Współpraca
Miejscowości partnerskie:
- Aubenas, Francja
- Cesenatico, Włochy
- Schwarzenbek, Niemcy
- Shūnan, Japonia
- Sierre, Szwajcaria
- Zelzate, Belgia (do 2011 r.)